# Konare
Konare (bulgariska: Конаре) är ett distrikt i Bulgarien.   Det ligger i kommunen Obsjtina Gurkovo och regionen Stara Zagora, i den centrala delen av landet, 200 km öster om huvudstaden Sofia.
Trakten runt Konare består till största delen av jordbruksmark. Runt Konare är det ganska glesbefolkat, med 22 invånare per kvadratkilometer.